# مردمان هندوستانی

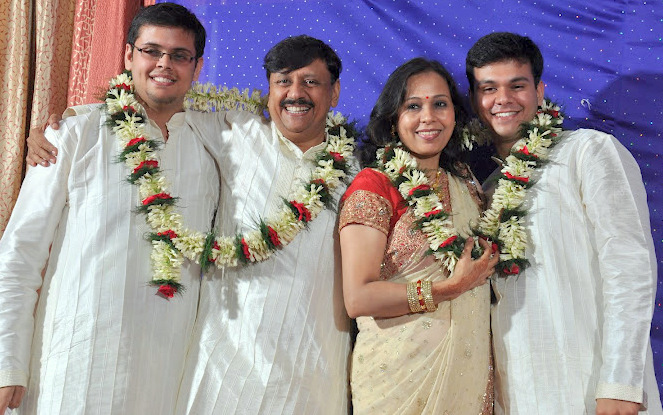
یک خانواده هندوستانی

هندوستانی‌ها یا مردمان هندی گروهی چندنژاده هستند که در منطقه‌ای به نام کمربند هندی، در حد فاصل میان جلگه گنگ تا هیمالیا و ویندیا می‌زیند. هندوستانی‌ها به چندین زیرگروه زبانی و فرهنگی تقسیم می‌شوند. هندوستانی‌ها بیشتر در بهار، اوتار پرادش، اوتاراکند، هاریانا، مادیا پرادش و دهلی زندگی می‌کنند و به یکی از زبان‌های هندوستانی، هندی و اردو سخن‌می‌رانند. پیوستگی این مردمان بیشتر زبانی است تا قومیتی.